# ديتريتش (إلينوي)
ديتريتش (بالإنجليزية: Dieterich)‏ هي منطقة سكنية تقع في الولايات المتحدة في إلينوي.

## الموقع الجغرافي
الموقع الجغرافي للمناطق المحيطة بهذه النقطة هو كالتالي: